# Dobroslav Chrobák
Dobroslav Chrobák (Hibbe, 1907. február 16. – Pozsony, 1951. május 16.) szlovák regényíró, esszéista, kulturális publicista és irodalomkritikus.

## Élete
Ondrej Chrobák (1871–1935) és Márie Čániová családjában született. Rozsnyón és Liptószentmiklóson járt középiskolába, később a pozsonyi ipari főiskolán tanult. 1934-ben Prágában a Cseh Műszaki Egyetemen szerzett mérnöki végzettséget. Miután visszatért Szlovákiába, a pozsonyi Csehszlovák Rádió szerkesztőjeként dolgozott. 1945-ben a rövidhullámú műsorszórás igazgatója lett, 1947 júniusától pedig a Szlovák Rádió főigazgatója. 1946 februárjától a Csehszlovák Kommunista Párt teljes jogú tagja lett. Pozsonyban halt meg a sikertelen agydaganat műtéte után. 1951. május 19-én temették el Hibbében.

## Munkássága
Diákként novellákat írt, a faluja krónikása volt, közmondásokat és szólásokat gyűjtött. Első novellájával 17 éves korában debütált a Student magazinban. Ekkoriban elsősorban a faluról és a természetről írt. Megpróbálta megváltoztatni a leíró realizmus eljárásait, és a fikcióra, a mitikusra összpontosított.
Első novelláskötete a Kamarát Jašek (Jašek barát) 1937-ben jelent meg. Fejlesztette a naturalizmus alapelveit. Azt is tudta, hogyan lehet más emberek ötleteit felhasználni saját inspirációjára. A Sárkány visszatér kötete a szlovák naturalizmus alapvető művei közé tartozik. Emellett a vélemények és kritikák szerzője, különösen a háborúközi próza, a művészetre vonatkozó reflexiók és a művészekről szóló tanulmányok szerzője. Štefan Létz közreműködésével összeállította a Szlovák irodalmi almanachot és megjelentette A szlovák irodalom történetét. Az európai próza számos szerzője nagy hatással volt rá (Hermann Hesse, Henri Pourrat, Knut Hamsun). A saját munkái mellett orosz nyelvből fordított.

## Művei
- Les (novella, 1924) Erdő
- Náraz priam centrický (rövid történet, 1925) Közvetlenül centrikus hatás
- Holé steny (vázlat, csak töredék, 1930) Csupasz falak
- Dva kamenné dni (1931) Két kőnap
- Ábel Orphanides (töredék, 1931)
- Slovenský literárny almanach (1931) Szlovák irodalmi almanach
- Rukoväť dejín slovenskej literatúry (1932) A szlovák irodalom története
- Ábel Jariabek (töredék, 1932)
- Šľachtické hniezdo (1934)[1] Nemes fészek
- Kamarát Jašek (novellagyűjtemény, 1937) Jašek barát
- Drak sa vracia (regény, 1943) A Sárkány visszatér

### Magyarul
- A bajkeverő; ford. Ordódy Katalin; Tatran, Bratislava, 1966

## Fordítás
- Ez a szócikk részben vagy egészben  a   Dobroslav Chrobák  című szlovák Wikipédia-szócikk ezen változatának fordításán alapul.  Az eredeti cikk szerkesztőit annak laptörténete sorolja fel. Ez a jelzés csupán a megfogalmazás eredetét és a szerzői jogokat jelzi, nem szolgál a cikkben szereplő információk forrásmegjelöléseként.